# Distrito de Cajatambo

Provincia de Cajatambo en el Departamento de Lima

El distrito de Cajatambo es uno de los cinco que conforman la provincia de Cajatambo, ubicada en el departamento de Lima, en el Perú.
Dentro de la división eclesiástica de la Iglesia Católica del Perú, pertenece a la diócesis de Huacho

## Historia
El distrito fue creado a principios de la República, mediante Ley del 12 de febrero de 1826.

## Geografía
Ubicado sobre los 3 350 m s. n. m., su capital es la ciudad de Cajatambo.

## Clima
Cajatambo posee dos estaciones: estación seca (mayo-octubre) en el cual la mayor parte del día es despejado y estación lluviosa (noviembre-abril) en el cual suelen producirse tormentas en horas de la tarde. Las heladas son algo comunes entre los meses de junio a agosto. 
| Parámetros climáticos promedio de Cajatambo                                                            | Parámetros climáticos promedio de Cajatambo | Parámetros climáticos promedio de Cajatambo | Parámetros climáticos promedio de Cajatambo | Parámetros climáticos promedio de Cajatambo | Parámetros climáticos promedio de Cajatambo | Parámetros climáticos promedio de Cajatambo | Parámetros climáticos promedio de Cajatambo | Parámetros climáticos promedio de Cajatambo | Parámetros climáticos promedio de Cajatambo | Parámetros climáticos promedio de Cajatambo | Parámetros climáticos promedio de Cajatambo | Parámetros climáticos promedio de Cajatambo | Parámetros climáticos promedio de Cajatambo |
| Mes | Ene.                                        | Feb.                                        | Mar.                                        | Abr.                                        | May.                                        | Jun.                                        | Jul.                                        | Ago.                                        | Sep.                                        | Oct.                                        | Nov.                                        | Dic.                                        | Anual                                       |
| --- | ------------------------------------------- | ------------------------------------------- | ------------------------------------------- | ------------------------------------------- | ------------------------------------------- | ------------------------------------------- | ------------------------------------------- | ------------------------------------------- | ------------------------------------------- | ------------------------------------------- | ------------------------------------------- | ------------------------------------------- | ------------------------------------------- |
| Precipitación total (mm)                                                                               | 163.6                                       | 92.4                                        | 140.2                                       | 110.8                                       | 0.6                                         | 0.7                                         | 3                                           | 3.1                                         | 4.6                                         | 12.6                                        | 84                                          | 172.2                                       | 787.8                                       |
| Fuente: Fuente: Senamhi (http://www.senamhi.gob.pe/include_mapas/_dat_esta_tipo.php?estaciones=000540) |                                             |                                             |                                             |                                             |                                             |                                             |                                             |                                             |                                             |                                             |                                             |                                             |                                             |

## División administrativa

### Centros poblados
- Urbanos
  - Cajatambo, con 1.275 hab.
  - Astobamba, con 139 hab.
  - Utcas, con 351 hab.
- Rurales
  - Uramasa, con 127 hab.
  - Florida, con 49 hab.

Dentro de sus localidades se encuentran Astobamba, Cochapampa, Huamanaca, Malalin, Maní, Ragas y Utcas. Dentro de sus despoblados se encuentran Huarnijirca, Pacal, Puquiog, Querochancay, Shampay y Siscán.

## Autoridades

### Municipales
- 2019-2022
  - Alcalde: José Del Carmen Flores Fuentes Rivera
  - Regidores:
- 2015-2018[2]
  - Alcalde: Grover Willy Alva Arce, Partido Alianza para el Progreso (APP).
  - Regidores: Adler Calero Hijar (APP), Francisco Quispe Valdivia (APP), Luz Katerin Huamán Santos (APP), Vicente Lázaro Pumarrumi (APP), Edgardo Aquiles Reyes Quinteros (Patria Joven).
- 2011-2014[3]
  - Alcalde: Miguel Ángel Carlos Castillo,  Movimiento Concertación para el Desarrollo Regional (CDR).[4]
  - Regidores: Wilfredo Ávalos Santos (CDR), Leonardo Agapito Olave Cueva (CDR), Alberto Medardo Rivera Salazar (CDR), Karin Jovanna Concepción Hijar (CDR), Yuri Euler Ortega Fuentes Rivera (Partido Aprista Peruano).
- 2007-2010[5]
  - Alcalde: Miguel Ángel Carlos Castillo, Coordinadora Nacional de Independientes (CNI).
  - Regidores: Marco Antonio Luna Rosales (CNI), Gladys Ibeth Santos Fernández (CNI), Lucila Bertha Arce Cayetano (CNI), Ángel Ríos Mendoza (CNI), Leonardo Agapito Olave Cueva (Unión por el Perú).
- 2003-2006
  - Alcalde: Miguel Ángel Carlos Castillo, Frente Popular Anticorrupción.
- 1999-2002
  - Alcalde:  Fernán Félix Quinteros Gonzales, Movimiento independiente Somos Perú.
- 1996-1998
  - Alcalde:  Trinidad Inga Camacho, Lista independiente N.º 5 Somos Cajatambo.
- 1993-1995
  - Alcalde: Hermenegildo Reyes Pumachagua, Lista independiente Movimiento Progresista Cajatambo.

### Policiales
- Comisaría de Cajatambo
  - Comisario: Cmdte. PNP  .

### Religiosas
- Diócesis de Huacho[6]
  - Obispo de Huacho: Mons. Antonio Santarsiero Rosa, OSI.
- Parroquia Santa María Magdalena[7]
  - Párroco: Pbro. Pablo Salazar.

## Educación

### Instituciones educativas
I.E. 20001 - Cajatambo
I.E. Paulino Fuentes Castro - Cajatambo
I.E. Oscar Miro Quesada de la Guerra 20007 - Utcas